# Болтнєв Андрій Миколайович
Андрій Миколайович Болтнєв (рос. Андре́й Никола́евич Бо́лтнев; 5 січня 1946, Уфа, РРФСР, СРСР — 12 травня 1995, Москва) — радянський і російський актор театру і кіно. Лауреат Державної премії РРФСР імені братів Васильєвих (1986).

## Біографія
Андрій Болтнєв народився 5 січня 1946 року в Уфі (Башкортостан).
Мати Добжинська (Болтнєва) Ніна Костянтинівна.
Дід Андрія Болтнєва, Костянтин Андрійович Добжинський (1889—1966), був народним артистом Грузинської РСР (1954), а бабуся, Ніна Леонідівна Іртеньєва, — заслуженою артисткою РРФСР.
У свідоцтві про народження майбутній актор був записаний як Андрій В'ячеславович Тусовой. Але рідний батько Андрія В'ячеслав Тусовой помер в 1951 році, коли Андрію було 5 років, і в житті Андрія з'явився вітчим Микола Болтнєв, капітан далекого плавання. Андрій був дуже дружний з вітчимом, і провів дитинство і юність в портових містах — Севастополі й Туапсе.
Проходив строкову службу у ВПС в складі ГСВН. У 1970—1972 роках навчався в Ярославському театральному училищі. Після закінчення училища працював у театрах Уссурійська, Майкопа і Новосибірська. У 1985 році заочно закінчив Ташкентський театрально-художній інститут ім. О. М. Островського.
Вперше з'явився на кіноекрані в 1983 році, зігравши роль капітана Гаврилова у фільмі С. Д. Арановича «Торпедоносці».
Але по-справжньому популярним Болтнєва зробила робота в телесеріалі «Протистояння» (1985, реж. С. Аранович), поставленому за однойменним романом Ю. С. Семенова, де Андрій зіграв одну з головних ролей — зрадника Кротова.
Широку популярність актор отримав в період Перебудови, коли на екрани вийшов створений ще в 1984 році фільм Олексія Германа «Мій друг Іван Лапшин», де Болтнев виконав головну роль.
Знімався в декількох українських картинах — на Одеській кіностудії та їм. О. Довженка.
У 1985 році актор новосибірського театру «Червоний факел» отримав запрошення до столичного Академічного театру імені Вл. Маяковського. Чимала роль у цьому належить Наталії Гундарєвій, яка в той час вже була знаменитою та авторитетною актрисою, народною артисткою РРФСР. Але московську прописку акторові все не давали, і його дружині з дитиною довелося залишитися у Новосибірську. Посмертну прописку вдалося дістати друзям актора, щоб Болтнєва можна було хоча б поховати в столиці.
Андрій Болтнєв помер уві сні від інсульту в Москві 12 травня 1995 року. Похований в Москві, на Востряковському кладовищі.
Дочка Андрія Болтнєва — актриса Марія Болтнєва, відома за роллю Насті Клименко в телесеріалі «Глухар».

## Нагороди
- 1986 — Лауреат Державної премії РРФСР імені братів Васильєвих — за роль у фільмі «Мій друг Іван Лапшин»
- 1986 — Лауреат Премії МВС СРСР — за роль у фільмі «Протистояння»

## Фільмографія
- «Торпедоносці» (1983, інженер-капітан Гаврилов; реж. С. Аранович)
- «Мій друг Іван Лапшин» (1984, Іван Лапшин, начальник карного розшуку; реж. О. Герман)
- «Межа можливого» (1984, Сергій Сергійович Долгов, директор оборонного заводу)
- «Протистояння» (1985, Микола Іванович Кротов, він же Григорій Васильович Міленко, зрадник Батьківщини)
- «Поїздки на старому автомобілі» (1985, Герман Сергійович, батько нового чоловіка колишньої невістки)
- «І ніхто на світі...» (1985, Павло Клименко, полковий комісар)
- «Михайло Ломоносов» (1986, Каргопольский; реж. О. Прошкін)
- «Зустрічна смуга» (1986, Матвій Ілліч Кудінов, чоловік Ольги Степанівни, директор школи)
- «Я зробив все, що міг» (1986, Олексій Данилович Вольський, військлікар)
- «Першоцвіт» (1986, Іван, вітчим)
- «Життя Клима Самгіна» (1986—1988, Попов, жандармський полковник)
- «Мандрівник» (1987, комбат)
- «Честь маю» (1987, Сичов)
- «13-й апостол» (1988, інспектор)
- «Прости нас, саде...» (1988, Юхим Сольцов, поет)
- «Генеральна репетиція» (1988, Парфеній Іванович Нікольський, викладач гімназії; реж. В. Жилко, кіностудія ім. О. Довженка)
- «Важко бути богом» (1989, Будах, учений; реж. П. Фляйшман)
- «Кому на Русі жити...» (1989, капітан Свідерський)
- «Викрадення чарівника» (1989, ландмейстер Фрідріх фон Кокенгаузен)
- «Утамуй моя печалі» (1989, Едуард, п'яниця, чоловік Катерини)
- «День кохання» (1990, Микола Кашин, вітчим Христини, робочий автозаводу)
- «Під північним сяйвом» (1990, Арсеній)
- «В смузі прибою» (1990, начальник карного розшуку, підполковник Костянтин Іванович Семенцов)
- «Яри» (1990, Федот Чугуєв; реж. В. Ісаков, Одеська кіностудія)
- «Невстановлена особа» (1990, ; реж. Н. Збандут, Одеська кіностудія)
- «Джокер» (1991, Капітан; реж. Ю. Кузьменко, Одеська кіностудія)
- «Червоний острів» (1991, удольфі/лікар)
- «Мій найкращий друг — генерал Василь, син Йосипа» (1991, полковник Астаф'єв)
- «Білі одежі»)1992, Іван Ілліч Стрігальов («Тролейбус»))
- «Річард Левове Серце» (1992, Де Во Гісленд, англійський барон)
- «Чорний квадрат» (1992, Пономарьов; реж. Ю. Мороз)
- «Лицар Кеннет» (1993, Де Во Гісленд, англійський барон)
- «Кодекс безчестя» (1993, Тихон Степанович, «Мастодонт», голова правління Держбанку СРСР; реж. В. Шиловський)
- «Мафія безсмертна» (1993, Олексій Миколайович Дробишев)
- «Імперія піратів» (1994, монах; Росія—Україна) та ін.